# Liste der Kulturdenkmale in Auerbach (Zwickau)
Die Liste der Kulturdenkmale in Auerbach (Zwickau) enthält die in der amtlichen Denkmalliste des Landesamtes für Denkmalpflege Sachsen ausgewiesenen Kulturdenkmale im Zwickauer Ortsteil Auerbach.

## Legende
- Bild: Bild des Kulturdenkmals, ggf. zusätzlich mit einem Link zu weiteren Fotos des Kulturdenkmals im Medienarchiv Wikimedia Commons. Wenn man auf das Kamerasymbol klickt, können Fotos zu Kulturdenkmalen aus dieser Liste hochgeladen werden:
- Bezeichnung: Denkmalgeschützte Objekte und ggf. Bauwerksname des Kulturdenkmals
- Lage: Straßenname und Hausnummer oder Flurstücknummer des Kulturdenkmals. Die Grundsortierung der Liste erfolgt nach dieser Adresse. Der Link (Karte) führt zu verschiedenen Kartendiensten mit der Position des Kulturdenkmals. Fehlt dieser Link, wurden die Koordinaten noch nicht eingetragen. Sind diese bekannt, können sie über ein Tool mit einer Kartenansicht einfach nachgetragen werden. In dieser Kartenansicht sind Kulturdenkmale ohne Koordinaten mit einem roten bzw. orangen Marker dargestellt und können durch Verschieben auf die richtige Position in der Karte mit Koordinaten versehen werden. Kulturdenkmale ohne Bild sind an einem blauen bzw. roten Marker erkennbar.
- Datierung: Baubeginn, Fertigstellung, Datum der Erstnennung oder grobe zeitliche Einordnung entsprechend des Eintrags in der sächsischen Denkmaldatenbank
- Beschreibung: Kurzcharakteristik des Kulturdenkmals entsprechend des Eintrags in der sächsischen Denkmaldatenbank, ggf. ergänzt durch die dort nur selten veröffentlichten Erfassungstexte oder zusätzliche Informationen
- ID: Vom Landesamt für Denkmalpflege Sachsen vergebene, das Kulturdenkmal eindeutig identifizierende Objekt-Nummer. Der Link führt zum PDF-Denkmaldokument des Landesamtes für Denkmalpflege Sachsen. Bei ehemaligen Kulturdenkmalen können die Objektnummern unbekannt sein und deshalb fehlen bzw. die Links von aus der Datenbank entfernten Objektnummern ins Leere führen. Ein ggf. vorhandenes Icon  führt zu den Angaben des Kulturdenkmals bei Wikidata.

## Auerbach
| Bild                                    | Bezeichnung | Lage                              | Datierung                                                 | Beschreibung | ID       |
| --------------------------------------- | --- | --------------------------------- | --------------------------------------------------------- | --- | -------- |
| Direkt Bild zu diesem Denkmal hochladen | Kriegerdenkmal für die Gefallenen des Ersten Weltkrieges und dazugehörige Grünanlage | Ernst-Thälmann-Straße (Karte)     | 1921 (Kriegerdenkmal)                                     | Ortsgeschichtliche Bedeutung. Treppenanlage: aus mehreren Absätzen bestehend, Granit. Kriegerdenkmal: mit Einfassung Eisen und Ketten, Stein geschliffener und polierter Granit mit Inschrift: „Ihren gefallenen Helden gewidmet von der dankbaren Einwohnerschaft Auerbachs“, umgebende Grünanlage: Reste der ursprünglichen Bepflanzung der Anlage u. a. Eichenhain und Rhododendron. | 09231438 |
| Direkt Bild zu diesem Denkmal hochladen | Villa | Ernst-Thälmann-Straße 93 (Karte)  | 1910                                                      | Zeittypischer Putzbau mit bemerkenswerten Bleiglasfenstern und Kupferturm von baugeschichtlichem Wert. Anderthalbgeschossiges Gebäude auf unregelmäßigem Grundriss, Sockel Granit in regelmäßigem Schichtmauerwerk, Putzfassade, Fenstereinfassungen mit Sandstein, zeittypische Gestaltung, relativ schlicht, die Fenstergewände teilweise dekoriert, massives Vorhaus mit gemauertem Treppengeländer und einläufiger Treppe sowie Kupferdach, Lampe aus der Erbauungszeit über der Hauseingangstür, schlichte Haustür ebenfalls aus der Erbauungszeit, Fenster annähernd an das Vorbild angepasst erneuert, im Giebel ovales Fenster, Krüppelwalmmansarddach mit Schieferdeckung, ein aufwändiges ornamentales Bleiglasfenster im Erdgeschoss, weitere ornamentale Bleiglasfenster im Treppenhaus sowie im an das Treppenhaus angrenzenden Zimmer im Erdgeschoss (Bleiglasfenster mit Landschaftsdarstellungen), seitlich angeordnet polygonaler niedriger Turm mit Welscher Haube mit Kupferdeckung. | 09231429 |
|                                         | Kirche | Ernst-Thälmann-Straße 119 (Karte) | 1377–1378 Dendro, Kirchturm, Helm                         | Alte Dorfkirche von Auerbach, von ortsgeschichtlicher und baugeschichtlicher Bedeutung. Schlichte Saalkirche mit kompaktem Ostturm in Ziegeln mit Uhr, dieser vom Vorgängerbau (vermutlich 14. Jahrhundert), mit schiefergedecktem Pyramidenhelm mit Bekrönung, das Kirchenschiff wurde 1934 neu errichtet mit schmalen, paarweise angeordneten Rundbogenfenstern, Ostseite mit eingezogenem Chor, Kirchenschiff mit schiefergedecktem Satteldach abschließend, an den Kirchensaal anschließend Gemeindesaal u. a. für Konfirmandenunterricht (bauzeitlich). | 09231430 |
| Direkt Bild zu diesem Denkmal hochladen | Wohnhaus in offener Bebauung | Ernst-Thälmann-Straße 123 (Karte) | 1938                                                      | Typischer Putzbau der 1930er Jahre in sehr gutem Originalzustand von baugeschichtlicher Bedeutung. Zweifamilienwohnhaus für den Architekten Kurt Freitag aus Mülsen, St. Micheln, zweigeschossiger Putzbau, vier × zwei Achsen, Sockel Theumaer Schiefer, beide Obergeschoss in Putz, an der Giebelseite Standerker im Erdgeschoss darüber ursprünglich Balkon, heute zweigeschossiger Standerker, Giebeldreieck diagonal verbrettert, Fenster ursprünglich mit Sprossenteilung und Fensterläden, Satteldach Schleppgaube zweiachsig, Hauseingang seitlich, sehr guter Originalzustand | 09300108 |
| Direkt Bild zu diesem Denkmal hochladen | Häuslerhaus und Scheune | Ernst-Thälmann-Straße 141 (Karte) | um 1800                                                   | Traditionelle Fachwerkhäuser in gutem Originalzustand von baugeschichtlicher und sozialgeschichtlicher Bedeutung. Wohnhaus eines Häusleranwesens (Zweiseithof), rechteckiger Grundriss, Erdgeschoss massiv, Bruchstein verputzt, Fenstergewände Naturstein mit Vorrichtungen zum Verschließen der Fensterläden, Fenster mit Klappläden mit einfachen Brettern und den üblichen Verschlüssen, Türportal mit Gebälk und Inschrift, flachem Dreieckgiebel, vermutlich um 1830, weiterhin giebelseitig erweitert, die Erweiterung massiv, verputzt, dort in der Erweiterung zweiflügeliges Tor aus Holz, Obergeschoss ebenfalls massiv, der alte Hausteil mit Fachwerk-Obergeschoss, möglicherweise einriegelig, verbrettert, Satteldach, laut Auskunft des Eigentümers 16. Jh., vermutliche Bauzeit 17. oder 18. Jh., Scheune mit Fachwerk, ausgefacht mit Ziegeln, teilweise auch massive, Giebel zur Straße verbrettert. | 09231431 |
| Direkt Bild zu diesem Denkmal hochladen | Wohnstallhaus, Seitengebäude und Toreinfahrt eines Vierseithofes | Ernst-Thälmann-Straße 153 (Karte) | 1765 (Wohnstallhaus)                                      | Original erhaltene bäuerliche Wohn- und Wirtschaftsgebäude von baugeschichtlicher und städtebaulicher sowie stadtentwicklungsgeschichtlicher Bedeutung. Wohnstallhaus: Erdgeschoss massiv – leicht verändert, hintere Traufseite mit verändertem ehem. Waschhausanbau, Obergeschoss regelmäßiges Fachwerk mit zahlreichen gezapften Streben, Krüppelwalmdach, Wirtschaftsgebäude: Erdgeschoss massiv, Obergeschoss Fachwerk verbrettert, Satteldach. | 09231432 |
| Direkt Bild zu diesem Denkmal hochladen | Vierseithof mit Scheune, Stallgebäude und weiteres Seitengebäude (mit Oberlaube) sowie Hofpflasterung und Toreinfahrt | Ernst-Thälmann-Straße 154 (Karte) | 1. Hälfte 19. Jh. (Seitengebäude, urspr. mit Pferdestall) | Gut erhaltener Bauernhof mit baugeschichtlich bedeutsamem Seitengebäude mit siebenbogiger Oberlaube, von ortsgeschichtlicher Bedeutung als einer der wenigen noch fast vollständig erhaltenen Bauernhöfe in Auerbach. 1. Seitengebäude mit Oberlaube: Erdgeschoss massiv unterfahren, Obergeschoss teilweise Oberlaube, sieben Bogen, davon einer heute zugesetzt, Holzverbindungen gezapft, Brüstung der Oberlaube mit ausgesägten Brettern, Fachwerk-Obergeschoss komplett intakt, dort Tür zum Beladen des Bergeraums, Satteldach, leicht geschweift, Bauzeit 2. Hälfte 18. Jh., der Laubengang ist betretbar von außen, ebenso die Stuben und Zimmer im Obergeschoss, dort am Laubengang noch eine Transmission, vermutlich aus der Zeit um 1900 Scheune: eingeschossig mit Drempel, Satteldach, ein Giebel massiv Ziegelmauerwerk, Bauzeit 1. Hälfte 19. Jh. 2. Seitengebäude (ursprünglich mit Pferdestall): Erdgeschoss massiv und verändert, dort drei Garagen, Obergeschoss Fachwerk, Tür für die Beladung des Bergeraumes im Obergeschoss, dort auch noch Lamellenfenster, Satteldach, Bauzeit 1. Hälfte 19. Jh. Torbogen massiv mit Korbbogen und Schlussstein, um 1800 Hofpflasterung aus Flusskiesel größtenteils erhalten. | 09231433 |
| Direkt Bild zu diesem Denkmal hochladen | Wohnhaus in offener Bebauung | Ernst-Thälmann-Straße 168 (Karte) | 1931                                                      | Gut erhaltenes Holzfertigteilhaus von baugeschichtlicher Bedeutung. Holzfertigteilhaus: zweigeschossig, rechtwinkliger Grundriss mit Verandavorbau, Rechteckfenster, Fensterläden mit Lamellen, Krüppelwalmdach, Obergeschoss leicht vorkragend auf kleinen Konsolen, Haus weitgehend original erhalten, nicht original: Dachdeckung sowie Balkongeländer über der Veranda. | 09300060 |
| Direkt Bild zu diesem Denkmal hochladen | Wohnstallhaus, Scheune, zwei Seitengebäude und Streuobstwiese eines Vierseithofes | Ernst-Thälmann-Straße 188 (Karte) | 2. Hälfte 18. Jh.                                         | Städtebaulich markanter Bauernhof mit vorgelagerter Streuobstwiese von großer baugeschichtlicher, sozialgeschichtlicher und stadtentwicklungsgeschichtlicher Bedeutung. Scheune: mit Kniestock, Fachwerk mit Ziegeln ausgefacht, Satteldach, guter Originalzustand, Wohnstallhaus: zweigeschossig, Erdgeschoss massiv, an der Hofseite Garageneinbau, Fachwerk-Obergeschoss verschiefert, Wasserhausanbau an Traufseite, Satteldach, Seitengebäude straßenseitig und feldseitig: Erdgeschoss massiv – Bruchsteinmauerwerk verputzt, Fachwerk-Obergeschoss teilweise verkleidet, Satteldächer, beide Gebäude mit Heuaufzug, Ortsbildprägende, geschlossene Hofanlage in gutem Originalzustand. | 09231434 |
| Direkt Bild zu diesem Denkmal hochladen | Seitengebäude (neben Toreinfahrt) sowie Toreinfahrt eines Vierseithofes | Ernst-Thälmann-Straße 199 (Karte) | um 1800                                                   | Original erhaltene Bauernhofbestandteile von baugeschichtlichem und städtebaulichem Wert. Seitengebäude: um 1800, Erdgeschoss massiv mit zahlreichen Holztoren, gut erhaltenes Fachwerk-Obergeschoss mit Eckstreben und breiter Schwelle am Giebel, Giebeldreieck verbrettert, Satteldach, Toreinfahrt: um 1800, gemauerter Torbogen mit Korbbogen und Verdachung, Anmerkung: das ursprünglich ebenfalls in der Denkmalliste erfasste 2. Seitengebäude wurde auf Grund baulicher Veränderungen 2003 aus der Denkmalliste gestrichen. | 09231435 |
| Direkt Bild zu diesem Denkmal hochladen | Scheune und zwei Seitengebäude eines Vierseithofes | Ernst-Thälmann-Straße 204 (Karte) | 19. Jh.                                                   | Original erhaltene ländliche Wirtschaftsgebäude in Fachwerkbauweise von baugeschichtlichem, stadtentwicklungsgeschichtlichem und ortsbildprägendem Wert. Seitengebäude (Straßenseite): um 1800, Erdgeschoss massiv mit drei nachträglich eingebauten Garagen mit Toren, Fachwerk-Obergeschoss unversehrt erhalten, heute teilweise noch vorspringend, Giebel verschiefert, Satteldach, Seitengebäude (Feldseite): 2. Hälfte 18. Jh., nachträglich massiv unterfahren und mit massivem Giebel versehen, im Erdgeschoss mittig große Toreinfahrt, Obergeschoss Fachwerk mit zahlreichen Streben, Schwelle, Rähm und Füllhölzer bilden einen breiten „Kranz“ zwischen Erdgeschoss und Obergeschoss, Giebel mit großer Heuluke (19. Jh.), Satteldach, Scheune: 19. Jh., Fachwerk-Konstruktion, Erdgeschoss und Drempel, Satteldach. | 09231436 |
| Direkt Bild zu diesem Denkmal hochladen | Zwei Seitengebäude (eines vermutlich ehem. Wohnstallhaus) und Scheune eines Vierseithofes | Kiesweg 1 (Karte)                 | 1. Hälfte 19. Jh. (nördliches Seitengebäude)              | Weithin sichtbares Ensemble ländlicher Wohn- und Wirtschaftsgebäude von großer ortsgeschichtlicher und städtebaulicher sowie baugeschichtlicher Bedeutung. Scheune: eingeschossig mit Drempel, Fachwerkstreben gezapft, Tenne und Bansen, Satteldach, um 1830 nördliches Seitengebäude: zweigeschossig, Fachwerk-Obergeschoss, Satteldach, Giebel massiv, große Dachluke mit Heuaufzug, mit Holz verschalt, ebenfalls mit Satteldach, Schleppgaube ebenfalls zum Beladen des Bergeraumes, einfaches Fachwerk, gezapft mit Eckstreben, 1. Hälfte 19. Jh. südliches Seitengebäude: vermutlich ehem. Wohnstallhaus, zweigeschossig, rechteckiger Grundriss, Erdgeschoss Bruchstein massiv verputzt, Fachwerk-Obergeschoss, zahlreiche Streben, zweiriegelig, am Giebel und an der Traufseite originales Schiebefenster, Giebel verbrettert, Satteldach, 2. Hälfte 18. Jh. | 09231476 |
| Direkt Bild zu diesem Denkmal hochladen | Wohnhaus in offener Bebauung | Kiesweg 5 (Karte)                 | bez. 1905                                                 | Romantisch wirkender reich verzierter Fachwerkbau in sehr gutem Originalzustand von großer landschaftsprägender und baugeschichtlicher Bedeutung. vermutlich rechteckiger Grundriss, hohes Sockelgeschoss, massiv, mit profilierten Kunststeingewänden und originalen Vergitterungen, Obergeschoss Fachwerk mit geschweiften Streben sowie geschweiften Andreaskreuzen, Drempel mit originaler Verbretterung (Verbretterung mit Segmentbogenschnitt), Schwelle des Erdgeschosses mit Fasen, Fenster in unregelmäßigen Größen, Rechteckfenster, von gesägten Brettern gerahmt, Krüppelwalmdach, Giebel und Drempel verbrettert, auf einer Anhöhe liegend, freistehend, daher weithin sichtbar, woraus sich die landschaftsprägende Bedeutung des Hauses ergibt, ehemaliges Sommerhaus des Zwickauer Bildhauers K. R. Mosebach, eventuell Zusammenhang zum Forst. | 09300032 |
| Direkt Bild zu diesem Denkmal hochladen | Wohnhaus in offener Bebauung | Kiesweg 7 (Karte)                 | um 1900                                                   | Weithin sichtbarer prächtig ausgestatteter Fachwerkbau, ehemaliges Wohnhaus des Zwickauer Bildhauers Karl Rudolf Mosebach, von landschaftsprägender und baugeschichtlicher Bedeutung. eingeschossig mit Drempel, prachtvolles Fachwerk mit geschweiften Andreaskreuzen, gebogenen Streben, die Fenster teilweise mit ausgesägten Brettern gerahmt, reich verziertes Leergespärre, Krüppelwalmdach, Drempel verbrettert, traufseitig an der Gartenseite großer Anbau, möglicherweise kurz nach der Erbauung errichtet in angepasster Bauweise, prägend für das Landschaftsbild auf Grund der dominanten Lage, eventuell Zusammenhang zum Forst. | 09300033 |
| Direkt Bild zu diesem Denkmal hochladen | Sachgesamtheit Friedhof mit den Einzeldenkmalen: Friedhofskapelle, Grabfeld für Zwangsarbeiter, Erbbegräbnisse der Familien Fritzsche und Winkler, drei Kindergräber in der Abteilung VIII, Ehrenmal für Kämpfer gegen den Faschismus, Ehrenhain und Gedenkstein für Opfer des Faschismus und den Sachgesamtheitsteilen: historische Abteilungssteine und Einfriedung sowie der gärtnerischen Friedhofsanlage (Gartendenkmal) | Pölbitzer Weg (Karte)             | 1870                                                      | Anlage von regionalhistorischer Bedeutung (siehe Einzeldenkmale – Obj. 09301972), Regelmäßige Friedhofsanlage mit zwei Hauptwegen, verbunden durch mehrere Querwege, mit Lindenallee und schönen alten Rhododendren bepflanzt, - Friedhofskapelle, Ziegelrohbau mit Satteldach und ehemals zwei Seitenschiffen, rechtes Seitenschiff um 1990 zerstört, Rundfenster mit Bleiverglasung über der Tür, Tür und beidseits je ein Fenster mit Rundbogen, Zahnfries unter den Fensterbänken, errichtet 1870 durch Baumeister Friedrich Dörfelt, LIII/44/21 - historische Abteilungssteine mit Nummerierung LIII/44/23 - Erbbegräbnis Fam. Fritzsche, 1921, Grabmal mit entstehungszeittypischer Ornamentik an Rückwand und Einfriedung, Abt. VI, LIII/44/25 u. 26 - Erbbegräbnis Fam. Winkler, 1941, Grabmal aus Porphyr mit figürlicher Darstellung eines Engels, Abt. VI, LIII/44/27 - Drei Kindergräber, Abt. VIII, LIII/44/28 - Gräberfelder für tschechische, polnische, ungarische und österreichische Zwangsarbeiter, Abt. III, IX und II a, LIII/44/22 - Ehrenmal mit der Inschrift: „DEN KÄMPFERN GEGEN FASCHISMUS / UND KRIEG AUS DER CSR UND SOWJET / UNION, AUS FRANKREICH, BELGIEN / UND DEUTSCHLAND“, Abt. VI, LIII/44/24 - Ehrenhain mit Gedenkstein mit Inschrift: „HIER RUHEN / ALS OPFER DES / FASCHISMUS / 108 ZWANGS- / VERSCHLEPPTE / BÜRGER AUS / 7 EUROPÄISCHEN / LÄNDERN / VERGESST / SIE NIE!“, Abt. IV, LIII/44/29 u. 30 | 09232937 |
| Direkt Bild zu diesem Denkmal hochladen | Einzeldenkmale auf dem Pölbitzer Friedhof: Friedhofskapelle, Grabfeld für Zwangsarbeiter, Erbbegräbnisse der Familien Fritzsche und Winkler, drei Kindergräber in der Abteilung VIII, Ehrenmal für Kämpfer gegen den Faschismus, Ehrenhain und Gedenkstein für Opfer des Faschismus | Pölbitzer Weg (Karte)             | 1921 (Erbbegräbnis Fritzsche)                             | Denkmäler und Gräber von regionalhistorischer Bedeutung sowie Friedhofskapelle von baugeschichtlichem Wert (siehe auch Sachgesamtheit gleiche Anschrift – Obj. 09232937) - Friedhofskapelle, Ziegelrohbau mit Satteldach und ehemals zwei Seitenschiffen, rechtes Seitenschiff um 1990 zerstört, Rundfenster mit Bleiverglasung über der Tür, Tür und beidseits je ein Fenster mit Rundbogen, Zahnfries unter den Fensterbänken, errichtet 1870 durch Baumeister Friedrich Dörfelt, LIII/44/21 - historische Abteilungssteine mit Nummerierung LIII/44/23 - Erbbegräbnis Fam. Fritzsche, 1921, Grabmal mit entstehungszeittypischer Ornamentik an Rückwand und Einfriedung, Abt. VI, LIII/44/25 u. 26 - Erbbegräbnis Fam. Winkler, 1941, Grabmal aus Porphyr mit figürlicher Darstellung eines Engels, Abt. VI, LIII/44/27 - Drei Kindergräber, Abt. VIII, LIII/44/28 - Gräberfelder für tschechische, polnische, ungarische und österreichische Zwangsarbeiter, Abt. III, IX und II a, LIII/44/22 - Ehrenmal mit der Inschrift: „DEN KÄMPFERN GEGEN FASCHISMUS / UND KRIEG AUS DER CSR UND SOWJET / UNION, AUS FRANKREICH, BELGIEN / UND DEUTSCHLAND“, Abt. VI, LIII/44/24 - Ehrenhain mit Gedenkstein mit Inschrift: „HIER RUHEN / ALS OPFER DES / FASCHISMUS / 108 ZWANGS- / VERSCHLEPPTE / BÜRGER AUS / 7 EUROPÄISCHEN / LÄNDERN / VERGESST / SIE NIE!“, Abt. IV, LIII/44/29 u. 30 OdF-Gedenkstätte, Friedhof Hier ruhen 47 Opfer des Faschismus, Bürger verschiedener Nationen: Sowjetunion, CSR, Belgien, Frankreich, Deutschland, elf von ihnen wurden erst 1974 auf dem Bahnhofsgelände der Gemeinde Mosel gefunden und hier beigesetzt. Namen und Nationalität sind nicht bekannt. Gedenkmauer mit ehrender Inschrift, darüber Zeichen der FIR Material: Granitquader, gemauert, Höhe ca. 220 cm errichtet: 1960 | 09301972 |
| Direkt Bild zu diesem Denkmal hochladen | Sachgesamtheit: Jüdischer Friedhof mit Grabstellen aus dem 1. Drittel des 20. Jh., Gedenkstein mit Inschriften: »GEDENKET DER ER- / MORDETEN JUEDI- / SCHEN BÜRGER DER / STADT ZWICKAU« und »VERGESST / SIE / NIE« (nach 1945) 1977 und namenlos liegenden Platten (alle Gräber Sachgesamtheitsteile) | Thurmer Straße (Karte)            | 1905                                                      | Anlage von geschichtlicher Bedeutung. Gedenkstein aus Rochlitzer Porphyr. | 09231601 |